# Zhou Huanwang
Huan van Zhou was koning van China tijdens de Zhou-dynastie van 719 tot 679 v.Chr.
Huan was de opvolger van koning Ping. De positie van Huan en het Zhou-koningschap in het algemeen raakte tijdens zijn bewind ernstig in diskrediet toen hij in 707 v.Chr. een oorlog uitlokte tegen de machtige staat Zheng die slecht afliep. Hij raakte hierbij door pijl gewond aan zijn schouder. Daarna hadden de Zhou-koningen alleen nog in naam de hoogste autoriteit, terwijl zij feitelijk niet meer serieus werden genomen in de interstatelijke gemeenschap waaruit China toen bestond.